# Carl Falkenberg den äldre
Carl Falkenberg, född 4 november 1685, död 10 oktober 1754 på Sigridsholms säteri i Lunda socken, var en svensk militär.
Falkenberg blev kvartermästare vid Västgöta kavalleriregemente 1710 och kornett samt sekundlöjtnant vid regementet samma år. Han blev ryttmästare 1711 och erhöll konfirmationsfullmakt 1715 och erhöll avsked från armén 1717. Av kung Stanislaus i Polen fick han överstelöjtnants fullmakt 1727. Han blev riddare av Svärdsorden 1750.
Han var son till landshövding Carl Falkenberg (1644-1697) och Ebba Jacquette Sparre (1663-1715) dotter av rikstygmästaren Peder Larsson Sparre (1628-1692). Han var från 1715 gift första gången med Magdalena Sofia Horn af Rantzien (1689-1729) som var dotter till översten Carl Gustaf Horn
(1651-1707) och från 1730 med Anna Margareta Palbitzki (1683-1755) som var dotter till kammarpagen och  godsägaren Alexander Palbitzki (1660-1724). Han blev tillsammans med sin första fru far till sex barn. Falkenberg är tillsammans med sina båda fruar begraven i Skepptuna kyrka.